# جوان تشن
جوان تشن (بالإنجليزية: Joan Chen)‏ (و. 1961 – م) هي ممثلة، وكاتبة سيناريو، ومخرجة سينمائية، وممثلة تلفزيونية، ومنتجة أفلام، من الولايات المتحدة الأمريكية، ولدت في شانغهاي.

## التعليم
تعلمت في جامعة كاليفورنيا، نورث ردج، وShanghai International Studies University ‏.

## جوائز وترشيحات
حصلت على جوائز منها:
- جائزة الحصان الذهبي لأفضل ممثلة رائدة  [لغات أخرى]‏، عن عمل: The Home Song Stories [الإنجليزية]‏ (2007)[13]
- AACTA Award for Best Actress in a Leading Role [الإنجليزية]‏، عن عمل: The Home Song Stories [الإنجليزية]‏ (2007)
- Asian Film Award for Best Supporting Actress [الإنجليزية]‏، عن عمل: The Sun Also Rises (2007 film) [الإنجليزية]‏ (2007)
- جائزة الحصان الذهبي لأفضل مخرج [الإنجليزية]‏، عن عمل: Xiu Xiu: The Sent Down Girl [الإنجليزية]‏ (1998)[14]
- جائزة الحصان الذهبي لأفضل ممثلة رائدة  [لغات أخرى]‏، عن عمل: Red Rose White Rose [الإنجليزية]‏ (1994)[15]
- Hundred Flowers Award for Best Actress [الإنجليزية]‏ (1980).

ترشحت لـ:
- AACTA Award for Best Actress in a Leading Role [الإنجليزية]‏، عن عمل: The Home Song Stories [الإنجليزية]‏ (2007)
- Asian Film Award for Best Supporting Actress [الإنجليزية]‏، عن عمل: The Sun Also Rises (2007 film) [الإنجليزية]‏ (2007)
- Asian Film Award for Best Actress [الإنجليزية]‏، عن عمل: The Home Song Stories [الإنجليزية]‏ (2007)
- جائزة الروح المستقلة لأفضل أول فيلم، عن عمل: Xiu Xiu: The Sent Down Girl [الإنجليزية]‏ (2000)
- Hong Kong Film Award for Best Actress [الإنجليزية]‏، عن عمل: Red Rose White Rose [الإنجليزية]‏ (1995)
- جائزة التوتة الذهبية لأسوأ ممثلة [الإنجليزية]‏، عن عمل: On Deadly Ground [الإنجليزية]‏ (1994)
- جائزة التوتة الذهبية لأسوأ نجم حديث العهد [الإنجليزية]‏، عن عمل: Tai-Pan (film) [الإنجليزية]‏ (1986)
- جائزة التوتة الذهبية لأسوأ ممثلة [الإنجليزية]‏، عن عمل: Tai-Pan (film) [الإنجليزية]‏ (1986)
- Hundred Flowers Award for Best Actress [الإنجليزية]‏ (1980).

## وصلات خارجية
- جوان تشن على موقع IMDb (الإنجليزية)
- جوان تشن على موقع قاعدة بيانات الأفلام العربية
- جوان تشن على موقع ألو سيني (الفرنسية)
- جوان تشن على موقع تيرنر كلاسيك موفيز (الإنجليزية)
- جوان تشن على موقع أول موفي (الإنجليزية)
- جوان تشن على موقع قاعدة بيانات الأفلام السويدية (السويدية)
- جوان تشن على موقع إن إن دي بي (الإنجليزية)
- جوان تشن على موقع قاعدة بيانات الفيلم (الإنجليزية)
- جوان تشن على موقع كينوبويسك (الروسية)